# Classe New Mexico
A Classe New Mexico foi uma classe de couraçados operada pela Marinha dos Estados Unidos, composta pelo USS New Mexico, USS Mississippi e USS Idaho. Suas construções começaram em 1915 no Estaleiro Naval de Nova Iorque, Newport News Shipbuilding e New York Shipbuilding, sendo lançados ao mar em 1917 e comissionados na frota norte-americana entre 1917 e 1919. A Classe New Mexico era um "couraçado tipo padrão" e seu projeto foi muito baseado na predecessora Classe Pennsylvania, incorporando apenas algumas mudanças como uma nova proa para melhor navegabilidade e novas torres de artilharia de bateria principal mais poderosas que as anteriores.
Os couraçados da Classe New Mexico eram armados com uma bateria principal composta por doze canhões de 356 milímetros montados em quatro torres de artilharia triplas. Tinham um comprimento de fora a fora de 190 metros, boca de quase trinta metros, calado de pouco mais de nove metros e um deslocamento de mais de 33 mil toneladas. Seus sistemas de propulsão eram compostos por nove caldeiras a óleo combustível que alimentavam quatro conjuntos de turbinas a vapor, que por sua vez giravam quatro hélices até uma velocidade máxima de 21 nós (39 quilômetros por hora). Os navios também tinham um cinturão principal de blindagem com 203 a 343 milímetros de espessura.
Suas duas primeiras duas décadas de serviço foram relativamente tranquilas e envolveram principalmente treinamentos e exercícios de rotina. Com a entrada dos Estados Unidos na Segunda Guerra Mundial no final de 1941, os três foram colocados na Frota do Pacífico e usados em ações de bombardeio litorâneo durante as campanhas das Ilhas Aleutas, Ilhas Gilbert e Marshall, Ilhas Mariana e Palau, Filipinas e Ilhas Vulcano e Ryūkyū. Os três voltaram para casa ao final do conflito, com o Nex Mexico e o Idaho sendo descomissionados em 1946 e desmontados logo no ano seguinte. Já o Mississippi foi usado como um navio-escola e plataforma de teste de armas até ser desmontado em 1956.

## Desenvolvimento
A Marinha dos Estados Unidos começou a experimentar com canhões de 406 milímetros no início da década de 1910 enquanto marinhas estrangeiras estavam adotando armas de 381 milímetros. Uma série de propostas incorporando essas armas foram avaliadas enquanto seu desenvolvimento progredia. A primeira era para um navio armado com dez canhões em cinco torres de artilharia duplas que também incluía uma blindagem aprimorada em relação a couraçados anteriores. Além disso, a bateria secundária seria aumentada do armamento padrão norte-americano de canhões de 127 milímetros para novas armas de 152 milímetros. Também foi sugerida outra proposta menor com oito canhões de 406 milímetros, além de outro projeto armado com a arma de 356 milímetros usada em classes de couraçados anteriores. O custo das embarcações aumentou significativamente à medida que os novos projetos progrediam. Um couraçado armado com doze canhões de 356 milímetros custaria doze milhões de dólares, comparado a 16,5 milhões para o projeto com oito canhões de 406 milímetros e dezenove milhões para a versão com dez canhões.
O contra-almirante Joseph Strauss, o Chefe do Escritório de Armamentos, argumentou em 1913 que o canhão de 406 milímetros não valia a pena, antes mesmo que seus testes fossem completados. Ele argumentou que as armas de 356 milímetros eram capazes de penetrar espessas placas de blindagem tão eficazmente quanto os canhões maiores nas esperadas distâncias de batalha da época, além de que um navio armados com doze armas de 356 milímetros tinham uma chance maior de acertar o alvo do que um com oito canhões de 406 milímetros. O Conselho Geral da Marinha concordou e instruiu seus projetistas a trabalharem em um couraçado com armas de 356 milímetros. Torres de artilharia existentes para esses canhões usavam um único escorregão de coice para os três canhões, levantando a preocupação de que um único acerto na torre poderia incapacitar as três armas. Strauss consequentemente sugeriu que os projetistas do Escritório de Construção e Reparo incorporassem escorregões independentes.
A equipe de projeto apresentou duas propostas em 21 de novembro de 1913: uma de 36,1 mil toneladas e outra de 33,7 mil toneladas. A primeira incorporava uma bateria secundária de vinte canhões de 152 milímetros, enquanto a segunda mantinha o padrão de 22 canhões de 127 milímetros. Economias de peso seriam alcançadas reduzindo a espessura da barbeta e do cinturão de blindagem e também ao reduzir a capacidade de combustível. O Conselho Geral preferia a versão maior, afirmando que uma blindagem mais pesada era necessária para proteger os navios dos novos canhões de 381 milímetros sendo adotados no exterior, além de que uma bateria secundária mais forte era necessária para combater ataques de torpedos vindos de contratorpedeiros. Entretanto, Josephus Daniels, o Secretário da Marinha, rejeitou o projeto maior em 3 de janeiro de 1914 por ser mais caro, ordenando que a Marinha aceitasse uma repetição da predecessora Classe Pennsylvania equipada com escorregões separados para os canhões principais.
Trabalhos no projeto continuaram no decorrer do ano. Os projetistas ficaram preocupados que couraçados anteriores eram muito "molhados" à vante, o que levou à adoção de uma proa clipper para reduzir a tendência dos navios de ficarem encharcados em mares bravios. Além disso, experiências revelaram que baterias secundárias montadas em casamatas no castelo de proa eram praticamente inutilizáveis em mares agitados. Os projetistas assim moveram dezoito canhões para um convés acima e para mais à ré, onde estariam menos propensos a ficarem molhados. Economias de peso em outros locais permitiram o fortalecimento do convés principal e das anteparas transversais em cada extremidade do cinturão. Daniels aprovou essas alterações em 2 de julho, enquanto no mês seguinte o Escritório de Armamentos sugeriu uma versão calibre 50 do canhões de 356 milímetros recém desenvolvida, algo autorizado em setembro. Esta arma tinha uma velocidade de saída maior, o que permitia que os projéteis penetrassem 51 milímetros a mais de blindagem a 9,1 quilômetros. Os trabalhos de projeto pararam nessa época, pois as licitações para a construção dos navios deveriam ser enviadas a partir de 6 de outubro.
Uma única grande alteração foi feita depois da abertura das licitações. Na época, o sistema de propulsão padrão para navios de guerra consistia em turbinas a vapor para girarem os eixos das hélices, porém o primeiro funcionava melhor em velocidades altas e o segundo gerava empuxo mais eficientemente em velocidades relativamente baixas. Uma solução para este problema era uma transmissão turbo-elétrica, que usava as turbinas para gerarem energia elétrica que por sua vez alimentavam motores elétricos que giravam os eixos. O Escritório de Engenharia a Vapor recomendou esse novo sistema em 17 de outubro, salientando que teria muitas vantagens sobre os sistemas de transmissão direta tradicionais, incluindo maior economia de combustível e maquinários menores e mais leves, algo que poderia ser usado para encurtar a cidadela blindada. Além disso, como as turbinas só precisariam girar em um único sentido, maquinários mais simples poderiam ser usados. Daniels foi convencido e aprovou as alterações para o primeiro navio da classe em 10 de novembro. Os outros membros da classe receberam sistemas de transmissão direta já que a transmissão turbo-elétrica ainda era uma tecnologia não testada.
O Congresso dos Estados Unidos aprovou a construção de dois navios, mas em meados de 1914 os dois pré-dreadnoughts da Classe Mississippi foram vendidos para a Grécia. A Marinha dos Estados Unidos pode usar o dinheiro arrecadado com essas vendas para financiar um terceiro navio para a nova classe.

## Projeto

### Características

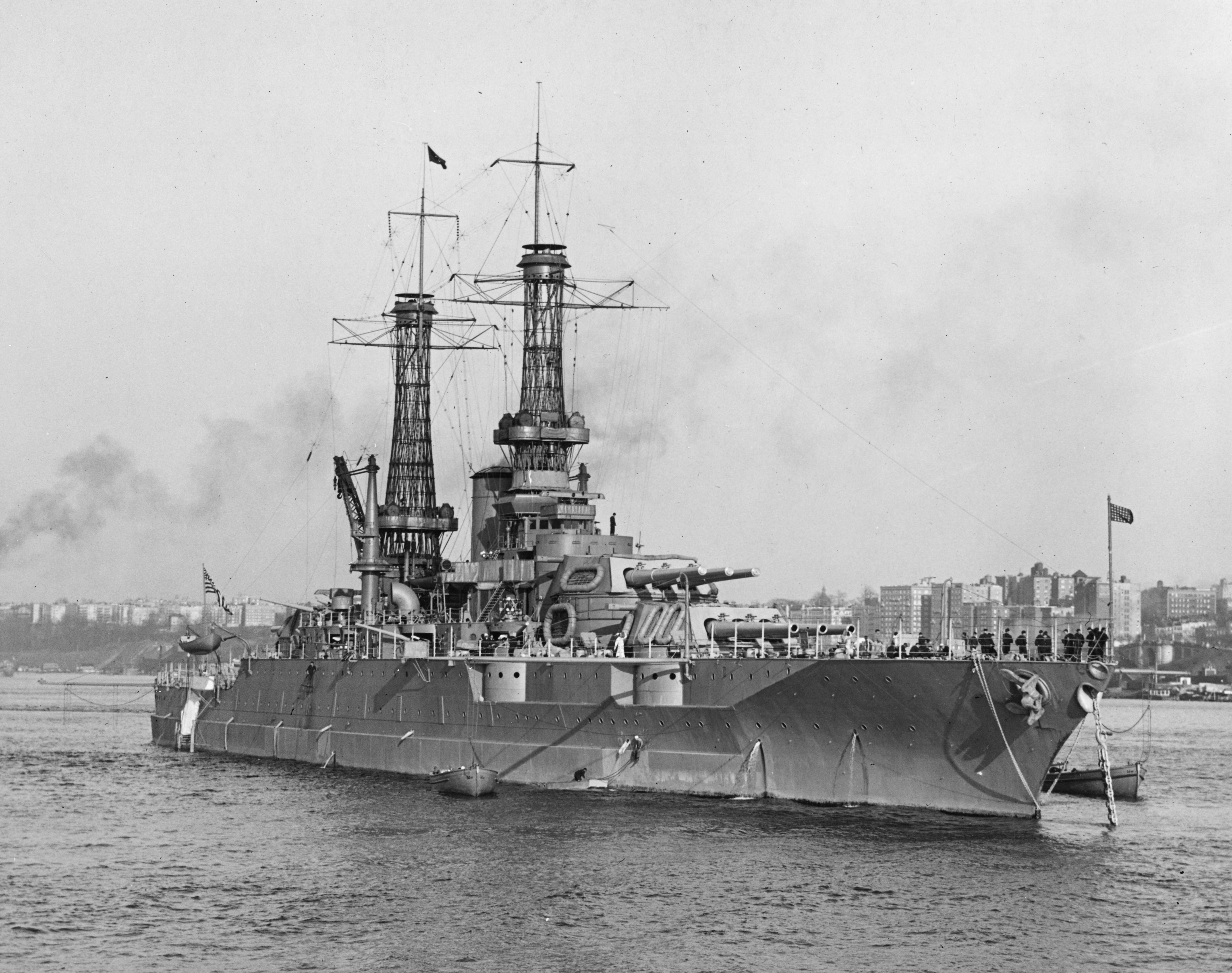
O Mississippi c. 1918

Os navios da Classe New Mexico eram parte dos couraçados tipo padrão iniciados com a Classe Nevada, com todos possuindo características similares como velocidade, blindagem, armamento e uso de óleo combustível em vez de carvão. Foram projetados dessa maneira com o objetivo de criar uma frota de batalha taticamente homogênea que simplificaria o comando e controle. Eles tinham 182,9 metros de comprimento da linha de flutuação e 190,2 metros de comprimento de fora a fora. Tinham uma boca de 29,7 metros e calado de 9,1 metros. Seu deslocamento como projetados era de 32,5 mil toneladas, enquanto o deslocamento carregado chegava a 33 530 toneladas. Seus cascos tinham um convés do castelo de proa muito comprido que só abaixava para o convés principal na altura do mastro principal. Foram construídos com dois mastros de treliça com cestos de gáveas para a bateria principal.
Suas tripulações originalmente tinham 58 oficiais e 1 026 marinheiros. Entretanto, elas foram expandidas à medida que novos equipamentos eram adicionados. A tripulação passou a ser de 82 oficiais e 1 371 marinheiros depois de suas reformas na década de 1930, enquanto em 1945 as modificações de guerra aumentaram os números para 129 oficiais e 1 850 marinheiros. Os couraçados também carregavam vários barcos menores, incluindo várias lanchas de diferentes tamanhos e baleeiros.

### Propulsão
Os três navios eram equipados com nove caldeiras Babcock & Wilcox a óleo combustível cujo vapor alimentava quatro turbinas a vapor Curtis. As turbinas do New Mexico eram usadas para mover quatro motores elétricos que giravam os eixos das hélices, com seu sistema tendo uma potência indicada de 27,8 mil cavalos-vapor (20,5 mil quilowatts). O Mississippi e o Idaho, com seus sistemas de propulsão tradicionais, tinham uma potência indicada de 32,6 mil cavalos-vapor (24 mil quilowatts). Os três tinham uma velocidade máxima de 21 nós (39 quilômetros por hora). O sistema turbo-elétrico era eficaz e acabou repetido nas classes de couraçados seguintes, mas a Marinha dos Estados Unidos acabou considerando que era muito pesado e ocupava muito espaço no casco, sendo depois abandonado em favor do sistema de turbinas tradicional.
As embarcações podiam carregar 1 491 toneladas de óleo combustível, porém com espaços adicionais no casco isto podia crescer para 2,2 mil toneladas, o que proporcionava uma autonomia de oito mil milhas náuticas (quinze mil quilômetros) a uma velocidade de dez nós (dezenove quilômetros por hora). A autonomia diminuía à medida que a velocidade aumentava: a doze nós (22 quilômetros por hora) a autonomia era de 6,4 mil milhas náuticas (11,9 mil quilômetros), enquanto a vinte nós (37 quilômetros por hora) a autonomia era de 2 415 milhas náuticas (4 475 quilômetros). Estes números pressupõem que os cascos dos navios estavam completamente limpos de vida marinha, algo que do contrário prejudicaria suas eficiências hidrodinâmicas. Bioincrustações reduziam ainda mais suas autonomias para 5 130 milhas náuticas (9,5 mil quilômetros) a doze nós.

### Armamento

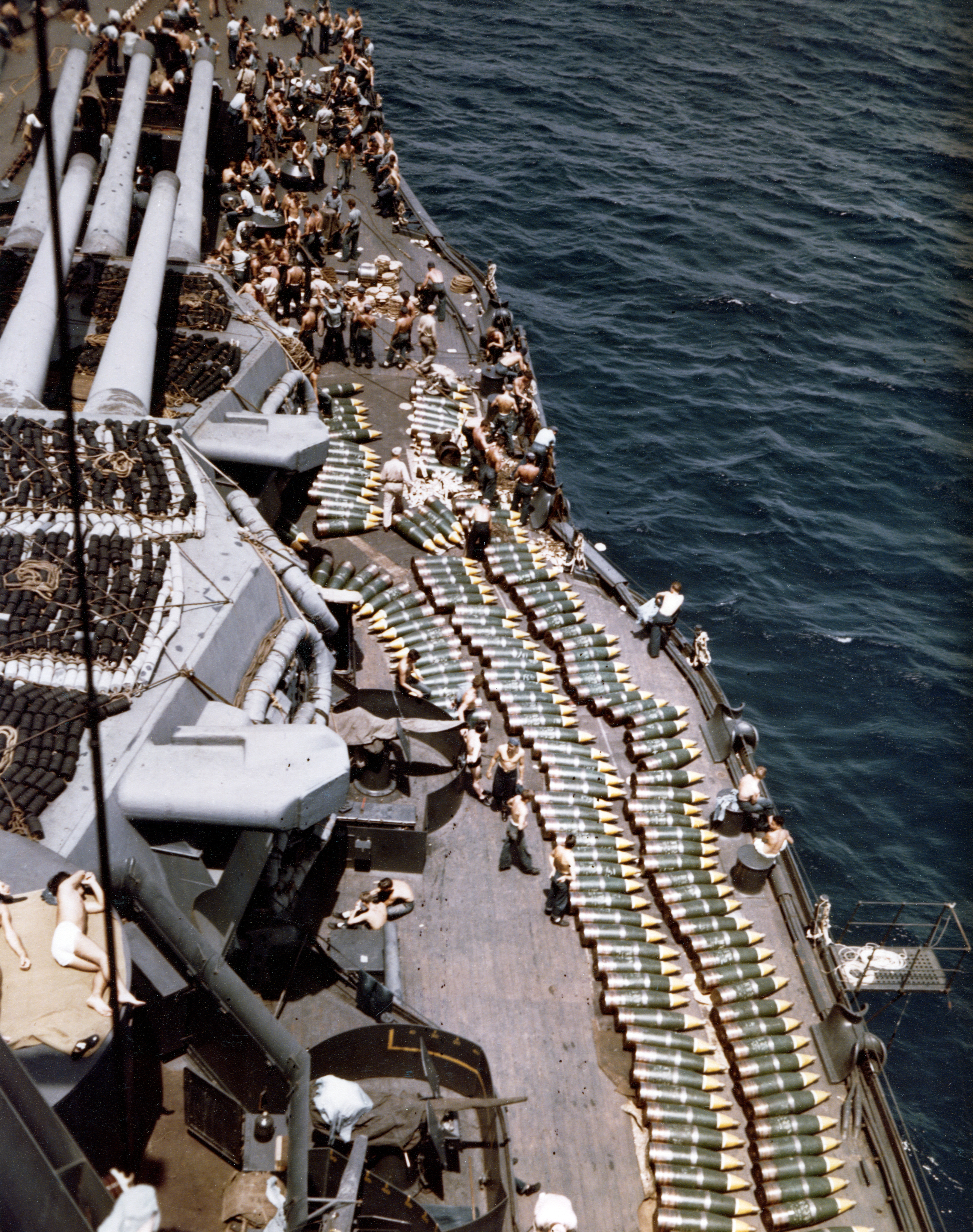
Tripulantes do New Mexico embarcando projéteis de 356 milímetros em julho 1944

A bateria principal da Classe New Mexico tinha doze canhões Marco IV calibre 50 de 356 milímetros montados em quatro torres de artilharia triplas na linha central, duas sobrepostas à vante e duas sobrepostas à ré da superestrutura. Diferentemente das torres triplas de couraçados norte-americanos anteriores, estas tinham canhões independentes que permitiam que cada canhão se elevasse e disparasse por conta própria. Disparavam um projétil de 640 quilogramas com uma carga propelente de 210 quilogramas a uma velocidade de saída de 850 metros por segundo. Tanto a Classe New Mexico quanto sua sucessora Classe Tennessee sofreram durante o início de suas carreiras de dispersão excessiva em cada disparo. Foi descoberto depois de vários testes que isso era causado por câmaras excessivamente longas, o que permitia um espaço entre o projétil e a carga propelente. Este problema foi posteriormente corrigido no canhão Marco VII. Cada arma recebia um suprimento de cem projéteis e cada uma era capaz de uma cadência de tiro de um disparo por minuto.
A bateria secundária tinha catorze canhões Marco VIII calibre 51 de 127 milímetros em casamatas individuais agrupadas na superestrutura à meia-nau. Os navios originalmente seriam equipados com 22 armas desse tipo, mas experiências no Mar do Norte durante a Primeira Guerra Mundial demonstraram que os canhões extras, que seriam colocados no casco, ficariam inutilizáveis exceto nos mares mais calmos. Consequentemente, essas casamatas foram tapadas para impedir inundações, deixando apenas as catorze armas na superestrutura. Destas, dez ficavam no convés do castelo de proa e as outras quatro em montagens abertas no convés superior. Cada posição tinha 24 projéteis para uso imediato, com mais munição sendo guardada em depósitos abaixo do convés. Esses canhões disparavam projéteis de 23 quilogramas a uma velocidade de saída de 960 metros por segundo. Também haviam quatro canhões calibre 50 de 76 milímetros para defesa antiaérea que disparavam projéteis de 5,9 quilogramas a uma velocidade de saída de 820 metros por segundo.
Além de suas armas, a Classe New Mexico também era equipada com dois tubos de torpedo de 533 milímetros instalados abaixo da linha de flutuação no casco, um em cada lateral. Os dois tubos ficavam localizados em uma única sala de torpedos à vante no casco. Cada tubo tinha um carregamento de seis torpedos, sendo estes do tipo Bliss-Leavitt Marco VII. Cada torpedo tinha uma ogiva de 146 quilogramas e um alcance máximo de 11,4 quilômetros a 27 nós (cinquenta quilômetros por hora).

### Blindagem
A Classe New Mexico, assim como todos os couraçados norte-americanos do período, usava o princípio do "tudo ou nada" para a proteção das áreas vitais dos navios, criando uma cidadela blindada que tinha uma reserva flutuabilidade suficiente para manter a embarcação flutuando mesmo que as partes desprotegidas fossem inundadas. O cinturão principal de blindagem tinha entre 203 e 343 milímetros de espessura, com sua parte mais espessa protegendo os depósitos de munição e as salas de máquinas. Anteparas transversais com a mesma espessura fechavam as duas extremidades do cinturão. Os couraçados tinham dois conveses blindados: o primeiro era feito de duas camadas de aço de tratamento especial com 44 milímetros de espessura, enquanto mais à ré uma das camadas aumentava para 114 milímetros sobre o compartimentos dos equipamentos de direção. O convés blindado inferior também tinha duas camadas de aço de tratamento especial, a primeira com 25 milímetros e a segunda com 51 milímetros.
As torres de artilharia da bateria principal tinham frentes com 457 milímetros de espessura, laterais de 254 milímetros, traseiras de 229 milímetros e tetos de 127 milímetros. Ficavam acima de barbetas que tinham 330 milímetros acima do convés principal, reduzindo-se para 114 milímetros abaixo, onde ficava também protegida pela cidadela blindada. A torre de comando tinha laterais de 406 milímetros e um teto que era formado por duas camadas de 102 milímetros de espessura cada.

## Modificações
Os membros da Classe New Mexico receberam várias modificações enquanto ainda estavam em construção, incluindo as alterações no arranjo de sua bateria secundária, que foram autorizadas em 7 de fevereiro de 1918. O New Mexico nessa época já tinha sido finalizado com os 22 canhões originais, enquanto os outros dois já tinham suas casamatas construídas. As torres de comando foram modificadas com um novo arranjo de ponte de comando recém-desenvolvido que acabou se tornando o padrão para todos os couraçados norte-americanos do período. Esta consistia em uma ponte de navegação totalmente fechada na parte dianteira da torre com uma sala de cartas grandes localizadas atrás da ponte. Em cima da estrutura ficava uma estação de defesa de torpedos totalmente fechada. A Marinha dos Estados Unidos começou a instalar catapultas de aeronaves em seus couraçados em 1921 a fim de permitir que eles operassem hidroaviões para reconhecimento aéreo e observação de disparos, com os navios da Classe New Mexico estando entre aqueles que receberam a catapulta Marco II. As embarcações foram inicialmente equipadas com hidroaviões do modelo Hanriot HD.2 e depois com o Vought UO-1, que foram substituídos pelo Vought O2U Corsair no final da década de 1920. Este mais a variante aprimorada O3U foram usados pelos navios até 1938, quando foram substituídos em favor do Curtiss SOC Seagull. Os couraçados começaram a receber os novos modelos Vought OS2U Kingfisher a partir de agosto de 1940.

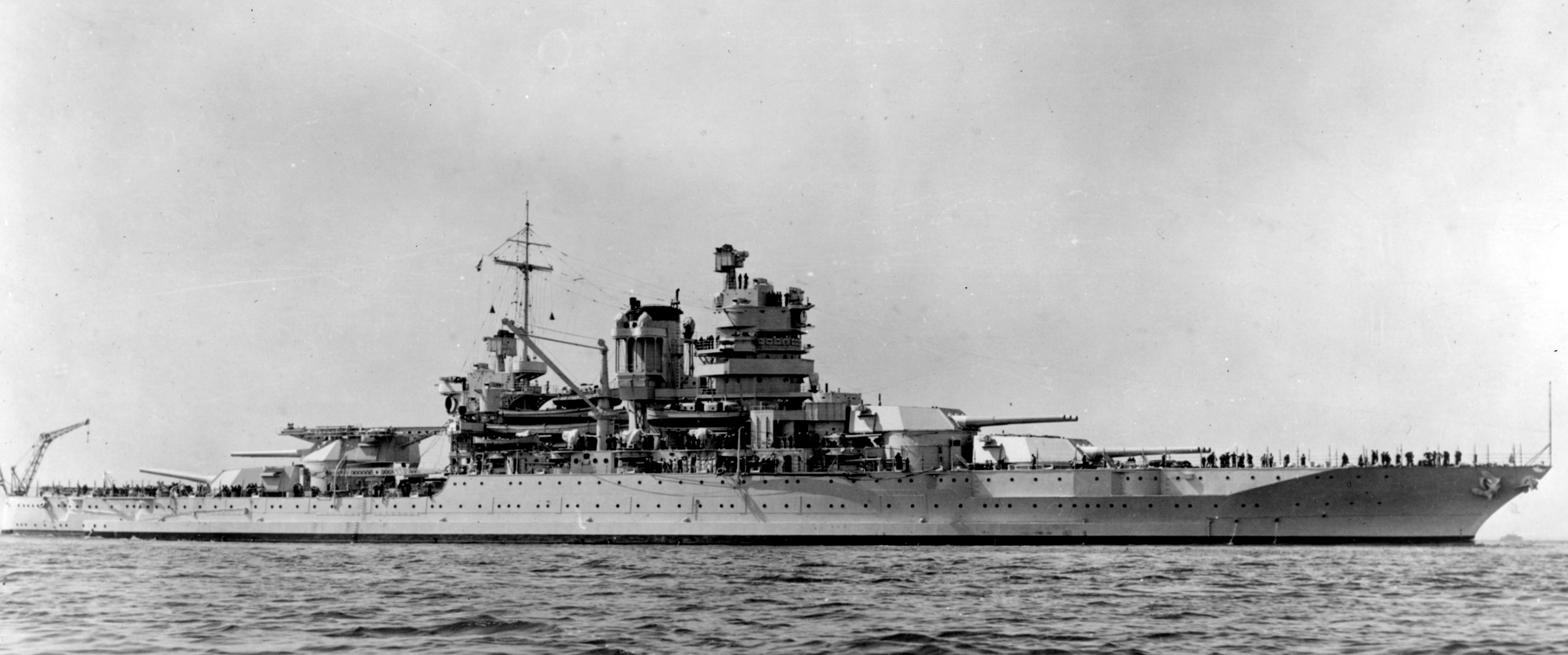
O Idaho em 1934 após sua modernização

Os três navios foram amplamente modernizados no início da década de 1930. Receberam uma nova camada de aço de tratamento especial para a blindagem do convés principal, elevando a espessura total para 140 milímetros. Uma segunda antepara antitorpedos foi adicionada à fora da original, também recebendo protuberâncias antitorpedo com o objetivo de melhorar suas resistências contra ataques subaquáticos. Os dois mastros de treliça foram removidos, com uma pesada torre sendo construída no lugar do mastro de vante e leve mastro de poste sendo colocado no lugar do mastro principal. O Idaho foi equipado como uma capitânia, o que incluiu a adição de uma nova ponte para o almirante e sua equipe. O armamento também foi revisado, com as torres de artilharia sendo revisadas a fim de permitir uma elevação máxima de trinta graus, aumentando em muito o alcance dos disparos. Dois dos canhões de 127 milímetros foram removidos e oito canhões antiaéreos calibre 25 de 127 milímetros foram instalados. Estas alterações aumentaram bastante os deslocamentos, que passaram a ser de 33 960 toneladas padrão e 36 737 toneladas carregado. Os três tiveram seus sistemas de propulsão revisados, recebendo novas turbinas Westinghouse e seis caldeiras expressas. A velocidade máxima cresceu para apenas 22 nós (41 quilômetros por hora) a partir de uma potência de quarenta mil cavalos-vapor (trinta mil quilowatts) devido ao aumento de peso em decorrência da blindagem adicional e protuberâncias antitorpedo.
Os couraçados tiveram suas baterias antiaéreas aprimoradas com canhões de 28 milímetros depois da entrada dos Estados Unidos na Segunda Guerra Mundial. Também foram equipados com radares de controle de disparo Marco 3. Foi considerado remover suas torres de comando pesadas para compensar o aumento de peso em decorrência dos novos equipamentos, mas os trabalhos não poderiam ser realizados no período de oito semanas que tinham sido arranjado. Muitos dos couraçados norte-americanos tinham sido afundados ou danificados no Ataque a Pearl Harbor em dezembro de 1941, assim a Classe New Mexico era muito valiosa para ser tirada da ativa pelo tempo necessário para que fossem significativamente reconstruídos. Consequentemente, o New Mexico e o Messissippi receberam alterações incrementais entre o final de 1942 e meados de 1943. Tiveram quatro de seus canhões calibre 51 de 127 milímetros e seus diretórios removidos em outubro de 1942 para liberar espaço para oito canhões Bofors de 40 milímetros em duas montagens quádruplas, com seis canhões Oerlikon de 20 milímetros também sendo adicionados. As armas de 28 milímetros foram mantidas até 1943.
O Idaho passou por uma reforma mais ampla entre outubro e dezembro de 1942, enquanto seus irmãos recebiam modificações modestas, recebendo uma bateria antiaérea de quarenta Bofors e 43 Oerlikon, porém estes foram sendo adicionados em estágios. Ao final da reforma estava com apenas dezesseis Oerlikon, com mais onze sendo adicionados em janeiro de 1943 e os onze restantes no mês seguinte. Os radares Marco 3 foram substituídos a bordo do Idaho em 1944, com o New Mexico e o Mississippi recebendo radares Marco 28 para sua bateria antiaérea leve. Mais tarde no mesmo ano os couraçados receberam radares de controle de disparo reserva Marco 27.

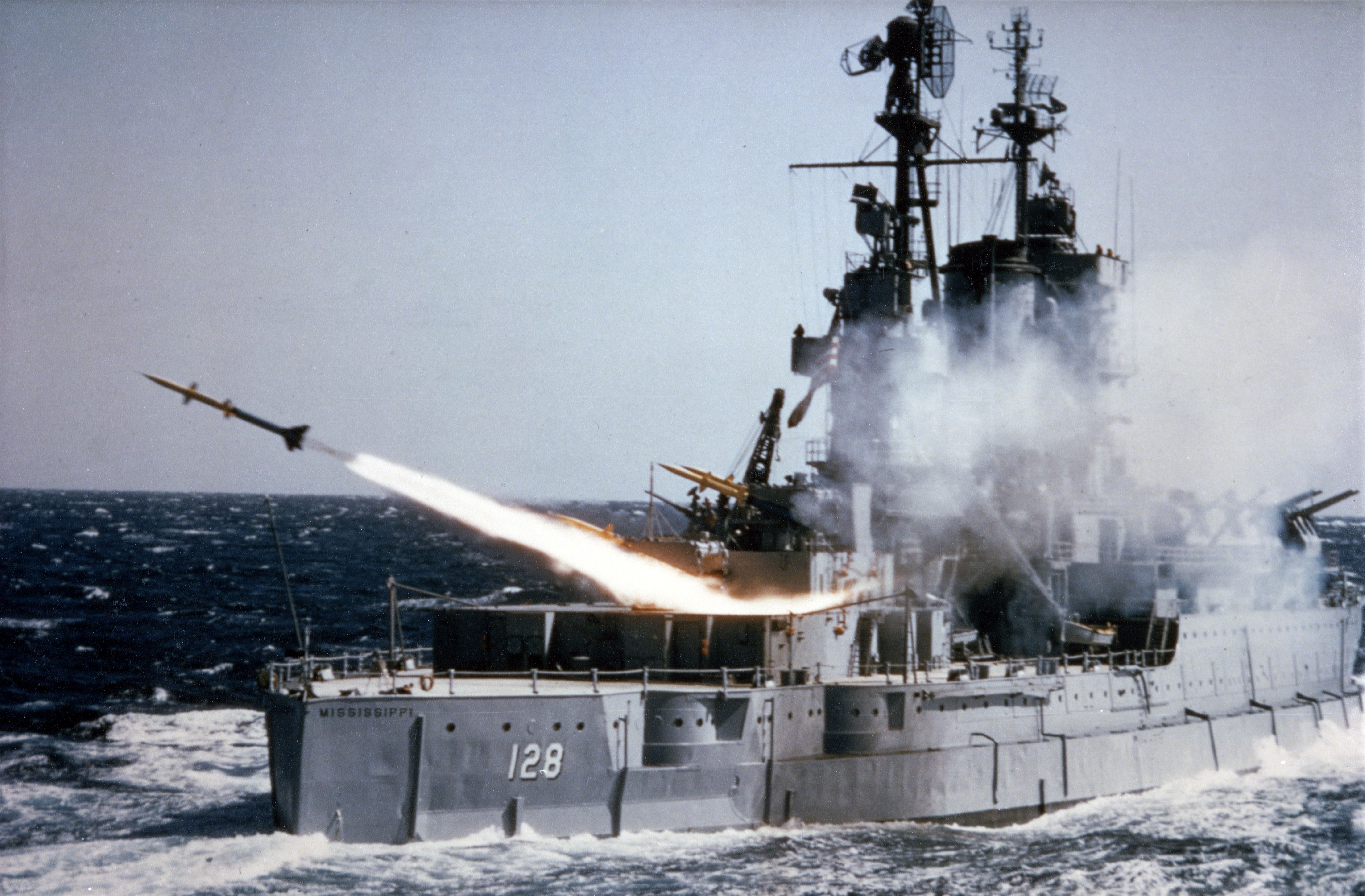
O Mississippi lançando um míssil RIM-2 Terrier durante testes em 1954

O Idaho recebeu outra reforma entre outubro de 1944 e janeiro de 1945 que incluiu a instalação de dez canhões de duplo-propósito calibre 38 de 127 milímetros em montagens individuais no lugar dos canhões calibre 25. Também recebeu novos radares Marco 8 para sua bateria principal. O Mississippi recebeu uma nova bateria secundária no início de 1945, com seus antigos canhões calibre 51 de 127 milímetros sendo removidos em favor de mais oito armas antiaéreas calibre 25 de 127 milímetros, 52 Bofors em treze montagens quádruplas e quarenta Oerlikon. A torre de comando foi removida para compensar o peso adicionado por essas alterações.
O Mississippi foi convertido em um navio-escola de artilharia em 1946. Sua primeira torre principal foi substituída por torre dupla de canhões de duplo-propósito calibre 47 de 152 milímetros, a mesma dos cruzadores rápidos da Classe Worcester. A segunda e terceira torres também foram removidas, mas a quarta foi inicialmente mantida. Seis canhões calibre 38 de 127 milímetros em torres duplas, dois canhões calibre 54 de 127 milímetros em montagens únicas, quatro canhões calibre 50 de 76 milímetros em montagens duplas e oito Bofors em montagens quádruplas também foram instalados. Sua última torre principal foi removida em 1952 em favor de dois lançadores de mísseis RIM-2 Terrier. Depois recebeu um lançador de mísseis AUM-N-2 Petrel para testes em 1956.

## Navios
| Navio       | Construtor                     | Homônimo    | Batimento             | Lançamento            | Comissionamento        | Destino            |
| ----------- | ------------------------------ | ----------- | --------------------- | --------------------- | ---------------------- | ------------------ |
| New Mexico  | Estaleiro Naval de Nova Iorque | Novo México | 14 de outubro de 1915 | 13 de abril de 1917   | 20 de maio de 1918     | Desmontado em 1947 |
| Mississippi | Newport News Shipbuilding      | Mississippi | 5 de abril de 1915    | 25 de janeiro de 1917 | 18 de dezembro de 1917 | Desmontado em 1956 |
| Idaho       | New York Shipbuilding          | Idaho       | 20 de janeiro de 1915 | 30 de junho de 1917   | 24 de março de 1919    | Desmontado em 1947 |

## História

### Tempos de paz

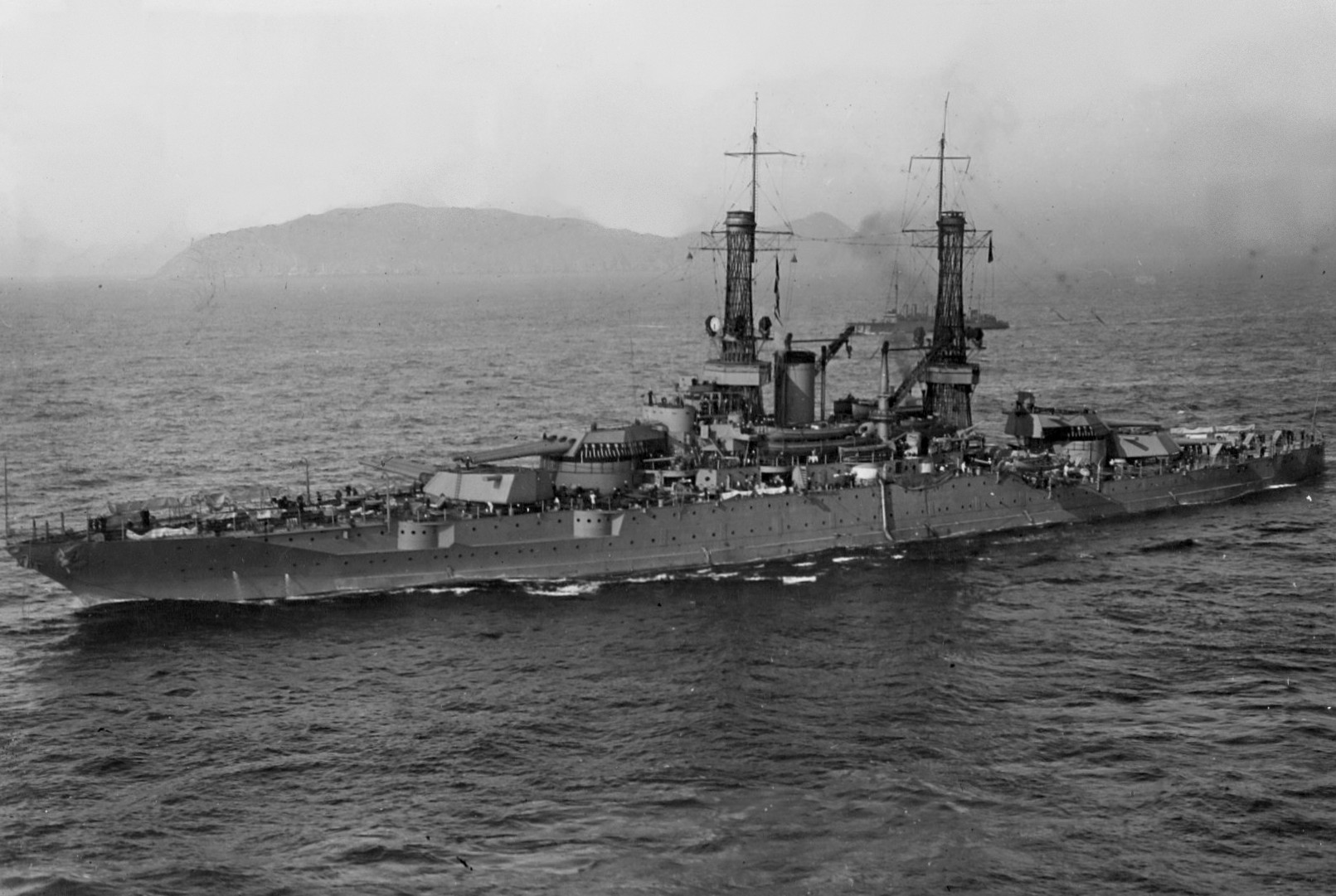
O New Mexico em 1921

Os navios da Classe New Mexico inicialmente operaram no Oceano Atlântico, com o New Mexico escoltando o presidente Woodrow Wilson em dezembro de 1918 para a Conferência de Paz de Paris na França após o fim da Primeira Guerra Mundial. A Marinha dos Estados Unidos logo em seguida reorganizou sua frota para enfatizar a Ásia e o Oceano Pacífico e os couraçados foram transferidos para a Frota do Pacífico em 1919, com o New Mexico servindo de sua capitânia. A frota ficou baseada em Los Angeles, na Califórnia, durante esse período, mas operava frequentemente no Havaí, no Mar do Caribe e também próxima dos litorais da América Central e da América do Sul. A Frota do Pacífico realizou em 1925 um grande cruzeiro para a Austrália e Nova Zelândia.
A Marinha dos Estados Unidos começou a realizar partir de 1923 grandes exercícios chamados Problema de Frota. Durante o primeiro, o Mississippi afundou o antigo couraçado pré-dreadnought USS Iowa, que tinha sido convertido em um alvo de tiro; o Mississippi usou seus hidroaviões para avistar seus disparos a longa-distância, a primeira vez que isto foi feito por um navio norte-americano. Os Problemas de Frota eram normalmente realizados anualmente e proporcionaram as fundações para as operações depois na Guerra do Pacífico na Segunda Guerra Mundial. Esses exercícios demonstraram que os couraçados tipo padrão eram muito lentos para operarem junto com porta-aviões, o que levou ao desenvolvimento de couraçados rápidos na década de 1930. Treinamentos conjuntos com o Corpo de Fuzileiros Navais também proporcionaram experiências úteis que depois foram usadas na Segunda Guerra. Os couraçados participaram em 1937 de exercícios no Alasca para experimentarem com operações subárticas.
A Frota de Batalha, o novo nome da Frota do Pacífico, foi transferida da Califórnia para a base de Pearl Harbor no Havaí em meados de 1940 em resposta às tensões cada vez maiores entre Estados Unidos e Japão devido à agressão deste na Segunda Guerra Sino-Japonesa. O presidente Franklin D. Roosevelt iniciou patrulhas de neutralidade em 1941 a fim de proteger navios mercantes norte-americanos durante a Batalha do Atlântico na Segunda Guerra Mundial. Todos os membros da Classe New Mexico foram transferidos para a Frota do Atlântico em maio com o objetivo de reforçar essas patrulhas. Os navios durante esse período escoltaram comboios entre os Estados Unidos e a Islândia, porém não encontraram submarinos alemães que estavam realizando uma campanha de guerra submarina irrestrita contra embarcações civis no norte do Atlântico.

### Segunda Guerra

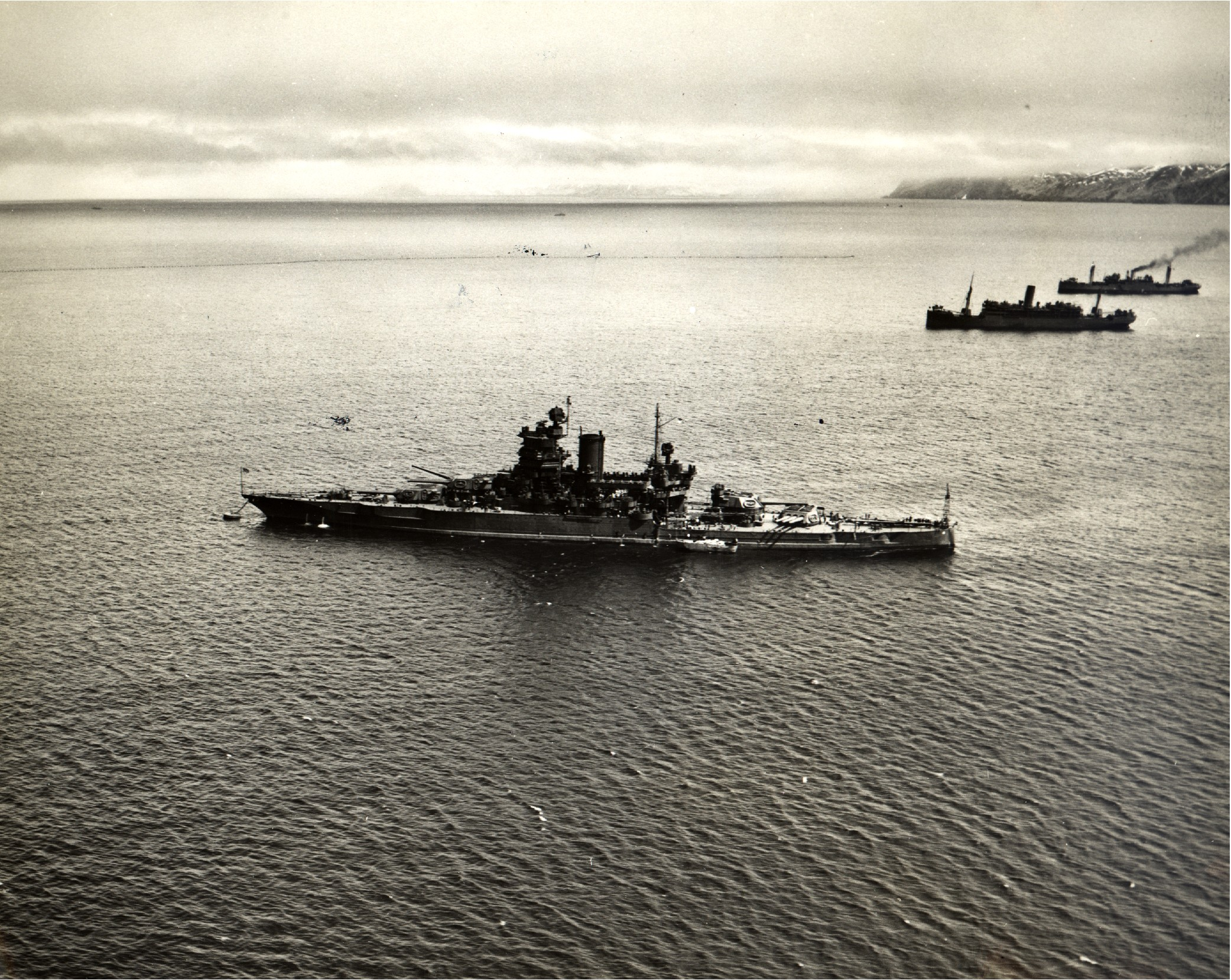
O Mississippi em Adak nas Ilhas Aleutas em maio de 1943

Os três foram imediatamente transferidos de volta para o Pacífico depois da entrada dos Estados Unidos na Segunda Guerra Mundial a fim de fortalecer sua frota de couraçados. Chegaram na Califórnia em janeiro de 1942 e passaram os meses seguintes patrulhando a Costa Oeste dos Estados Unidos e escoltando comboios pela área. Participaram entre maio e julho de 1943 da Campanha das Ilhas Aleutas, com o Idaho servindo de capitânia para o grupo de bombardeio que bombardeou as ilhas de Attu e Kiska. Passara por manutenção e treinamentos em Pearl Harbor e então participaram da Campanha das Ilhas Gilbert e Marshall a partir de novembro, onde deram suporte de artilharia para os fuzileiros que desembarcaram nas ilhas de Tarawa, Kwajalein e Enewetak, dentre outras. Estas operações continuaram até janeiro de 1944, momento quando a frota começou preparações para a campanha seguinte.
O New Mexico e Idaho participaram da Campanha das Ilhas Marianas e Palau a partir de junho de 1944, mas o Mississippi ficou de fora por estar em manutenção. Bombardearam Saipã, Tiniã e Guam enquanto forças anfíbias invadiam as ilhas. Os dois permaneceram com a frota de invasão para dar cobertura contra ataques japoneses enquanto os porta-aviões enfrentavam e derrotavam a força de porta-aviões japoneses na Batalha do Mar das Filipinas. O Mississippi voltou para a frota em meados de setembro para substituir o New Mexico, que deixou a frota para passar por sua manutenção. O Mississippi e o Idaho então bombardearam Peleliu, a última batalha da campanha. A frota em seguida recuou para Manus em preparação para a invasão das Filipinas, enquanto o New Mexico e o Idaho foram para suas manutenções.
O Mississippi deu apoio para a invasão de Leyte em outubro como parte do grupo de bombardeio. A invasão norte-americana fez os japoneses lançarem a Operação Shō-Gō 1, um grande contra-ataque naval que resultou na Batalha do Golfo de Leyte entre 23 e 26 de outubro, uma batalha complexa que envolveu quatro confrontos separados. O Mississippi esteve presente na Batalha do Estreito de Surigao na noite do dia 24, sendo um dos componentes da linha de batalha. Os norte-americanos conseguiram destruir uma força japonesa composta por dois couraçados, um cruzador pesado e quatro contratorpedeiros; apenas um dos contratorpedeiros japoneses conseguiu escapar. O Mississippi na época ainda estava com seus antigos radares Marco 3 e consequentemente teve dificuldades de encontrar seus alvos na escuridão e disparou apenas um único salvo.

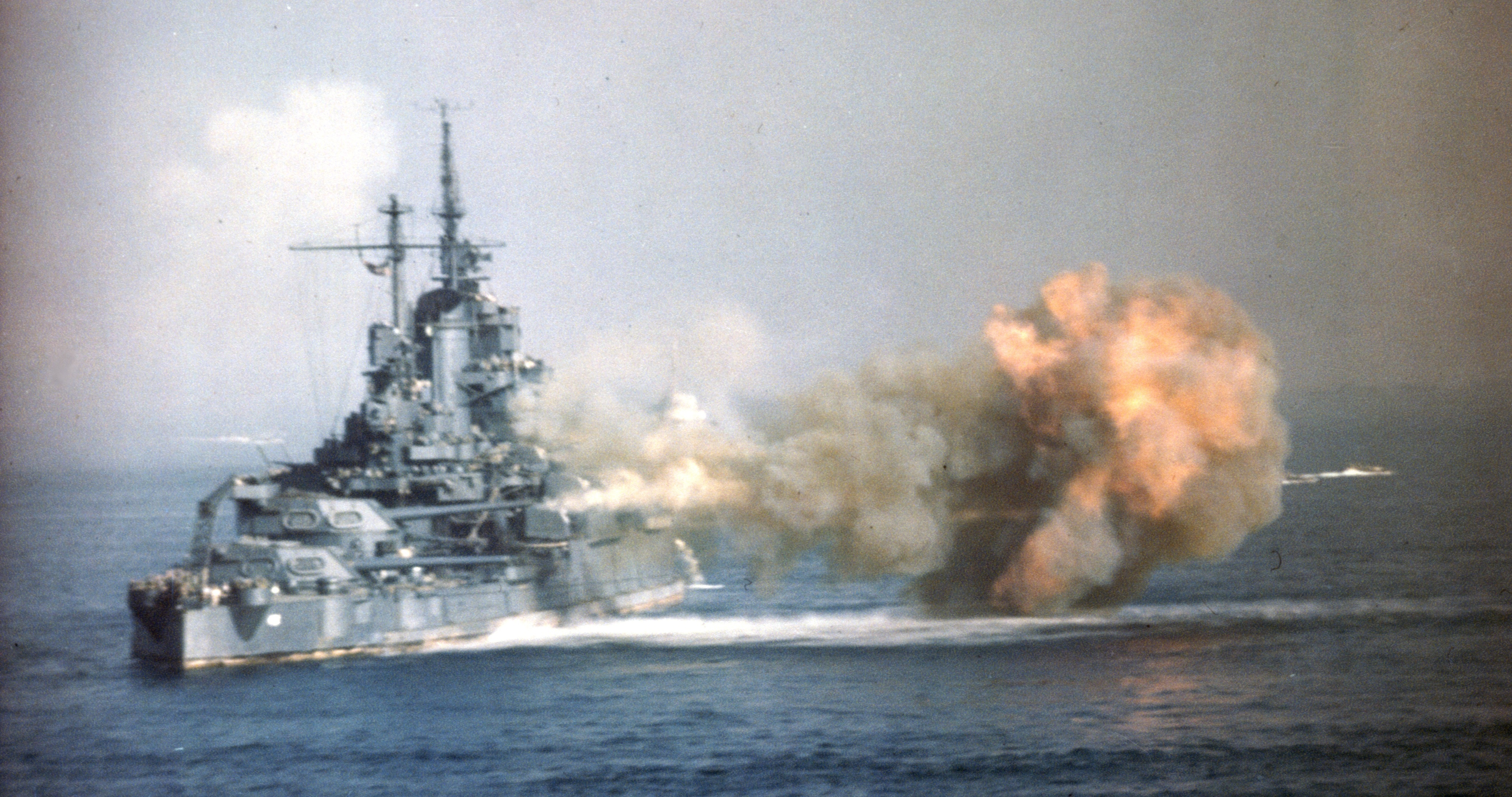
O Idaho bombardeando Okinawa nas Ilhas Ryūkyū em maio de 1945

O New Mexico retornou para a frota em janeiro de 1945, com o próximo alvo sendo a invasão do Golfo de Lingayen, próximo da ilha de Luzon. Ele e o Mississippi deram apoio para desembarques anfíbios e durante a batalha os dois couraçados foram atingidos por ataques kamikazes. Eles mesmo assim permaneceram em ação até fevereiro, quando partiram para Pearl Harbor a fim de passarem por reparos. O Idaho nessa época tinha completado sua reforma e manutenção e retornou para a frota em tempo para participar da Batalha de Iwo Jima. Ele bombardeou a ilha antes dos fuzileiros desembarcarem, continuando a proporcionar suporte de artilharia pelo restante da batalha. Os reparos do New Mexico e Mississippi foram completados rapidamente e os três navios participaram em maio da Batalha de Okinawa. O New Mexico e Mississippi foram novamente atingidos por kamikazes e o Idaho foi danificado por um quase acerto, enquanto o New Mexico foi também atingido por uma bomba, forçando-o a recuar para reparos. Os três couraçados foram reparos em tempo de participarem dos primeiros estágios da ocupação do Japão entre agosto e setembro depois do fim da guerra.

### Pós-guerra

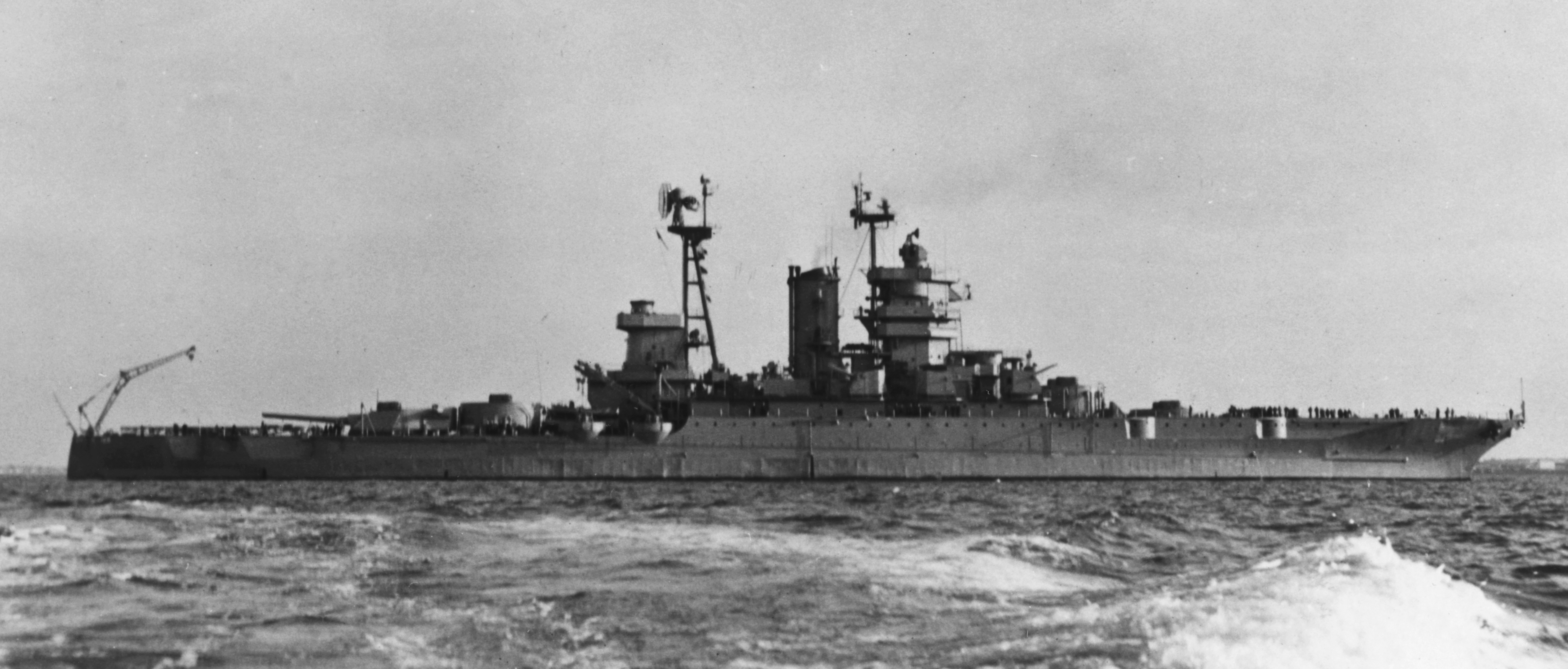
O Mississippi como navio-escola em 1947

O New Mexico e o Idaho voltaram para a Costa Leste em outubro de 1945, sendo descomissionados em julho do ano seguinte. Inicialmente seriam mantidos na reserva, mas acabaram removidos do registro naval em 1947 e desmontados. O Mississippi foi convertido em um navio-escola de artilharia e plataforma de testes de novas armas no lugar do antigo couraçado USS Wyoming. Recebeu o novo número de registro EAG-128 para designar sua nova condição como embarcação auxiliar, sendo reconstruído entre novembro de 1945 e abril de 1948 no Estaleiro Naval de Norfolk com um novo armamento de diferentes tipos de armas, sendo a partir desse ponto a capitânia da Força de Testes e Avaliações Operacionais. Ele ajudou a avaliar mísseis antiaéreos em meados da década de 1950 até ser descomissionado em fevereiro de 1956, sendo vendido para desmontagem.